# 10e étape du Tour de France 1914
Pour un article plus général, voir Tour de France 1914.
La 10e étape du Tour de France 1914 s'est déroulée le jeudi 16 juillet.
Les coureurs relient Nice, dans les Alpes-Maritimes, à Grenoble, dans l'Isère, au terme d'un parcours de 323 kilomètres.
Le Français Henri Pélissier gagne l'étape, tandis que le coureur belge Philippe Thys conserve la tête du classement général.

## Déroulement de la course
La dixième étape entre Nice et Grenoble, via le col d'Allos et le col Bayard, est l'une des plus difficiles du parcours. L'équipe Peugeot contrôle la course : très en verve dans les différentes ascensions du jour, Henri Pélissier remporte finalement l'étape en devançant au sprint ses trois coéquipiers Jean Alavoine, Firmin Lambot et Philippe Thys, qui conserve la tête du classement général. Bien que la course d'équipe l'incite à la prudence et à une certaine réserve, Henri Pélissier affirme à Robert Desmarets, collaborateur d'Henri Desgrange, qu'il ne renonce pas à la victoire finale et croit plus que jamais en ses chances.

## Classements

### Classement de l'étape
| \| Classement de l'étape \| Classement de l'étape \| Classement de l'étape \| Classement de l'étape \| Classement de l'étape \| \| Coureur \| Coureur \| Pays \| Équipe \| Temps \| \| --------------------- \| --------------------- \| --------------------- \| ------------------------- \| --------------------- \| \| 1er \| Henri Pélissier \| France \| Peugeot-Wolber \| 13 h 22 min 03 s \| \| 2e \| Jean Alavoine \| France \| Peugeot-Wolber \| + 0 s \| \| 3e \| Firmin Lambot \| Belgique \| Peugeot-Wolber \| + 0 s \| \| 4e \| Philippe Thys \| Belgique \| Peugeot-Wolber \| + 0 s \| \| 5e \| Gustave Garrigou \| France \| Peugeot-Wolber \| + 11 min 18 s \| \| 6e \| Hector Tiberghien \| Belgique \| Peugeot-Wolber \| + 11 min 18 s \| \| 7e \| Émile Georget \| France \| Peugeot-Wolber \| + 13 min 58 s \| \| 8e \| Jean Rossius \| Belgique \| Alcyon-Soly \| + 17 min 58 s \| \| 9e \| Alfons Spiessens \| Belgique \| J.B. Louvet - Continental \| + 35 min 07 s \| \| 10e \| Ernest Paul \| France \| \| + 35 min 07 s \| |                   |          |                           |                  |
| |                   |          |                           |                  |
| |                   |          |                           |                  |
| Classement de l'étape |                   |          |                           |                  |
| Coureur | Coureur           | Pays     | Équipe                    | Temps            |
| 1er | Henri Pélissier   | France   | Peugeot-Wolber            | 13 h 22 min 03 s |
| 2e | Jean Alavoine     | France   | Peugeot-Wolber            | + 0 s            |
| 3e | Firmin Lambot     | Belgique | Peugeot-Wolber            | + 0 s            |
| 4e | Philippe Thys     | Belgique | Peugeot-Wolber            | + 0 s            |
| 5e | Gustave Garrigou  | France   | Peugeot-Wolber            | + 11 min 18 s    |
| 6e | Hector Tiberghien | Belgique | Peugeot-Wolber            | + 11 min 18 s    |
| 7e | Émile Georget     | France   | Peugeot-Wolber            | + 13 min 58 s    |
| 8e | Jean Rossius      | Belgique | Alcyon-Soly               | + 17 min 58 s    |
| 9e | Alfons Spiessens  | Belgique | J.B. Louvet - Continental | + 35 min 07 s    |
| 10e | Ernest Paul       | France   |                           | + 35 min 07 s    |

### Classement général
| \| Classement général \| Classement général \| Classement général \| Classement général \| Classement général \| \| Coureur \| Coureur \| Pays \| Équipe \| Temps \| \| ------------------ \| ------------------ \| ------------------ \| ------------------ \| ------------------ \| \| 1er \| Philippe Thys \| Belgique \| Peugeot-Wolber \| 135 h 49 min 24 s \| \| 2e \| Henri Pélissier \| France \| Peugeot-Wolber \| + 34 min 27 s \| \| 3e \| Jean Alavoine \| France \| Peugeot-Wolber \| + 47 min 50 s \| |                 |          |                |                   |
| |                 |          |                |                   |
| |                 |          |                |                   |
| Classement général |                 |          |                |                   |
| Coureur | Coureur         | Pays     | Équipe         | Temps             |
| 1er | Philippe Thys   | Belgique | Peugeot-Wolber | 135 h 49 min 24 s |
| 2e | Henri Pélissier | France   | Peugeot-Wolber | + 34 min 27 s     |
| 3e | Jean Alavoine   | France   | Peugeot-Wolber | + 47 min 50 s     |